# Orchha

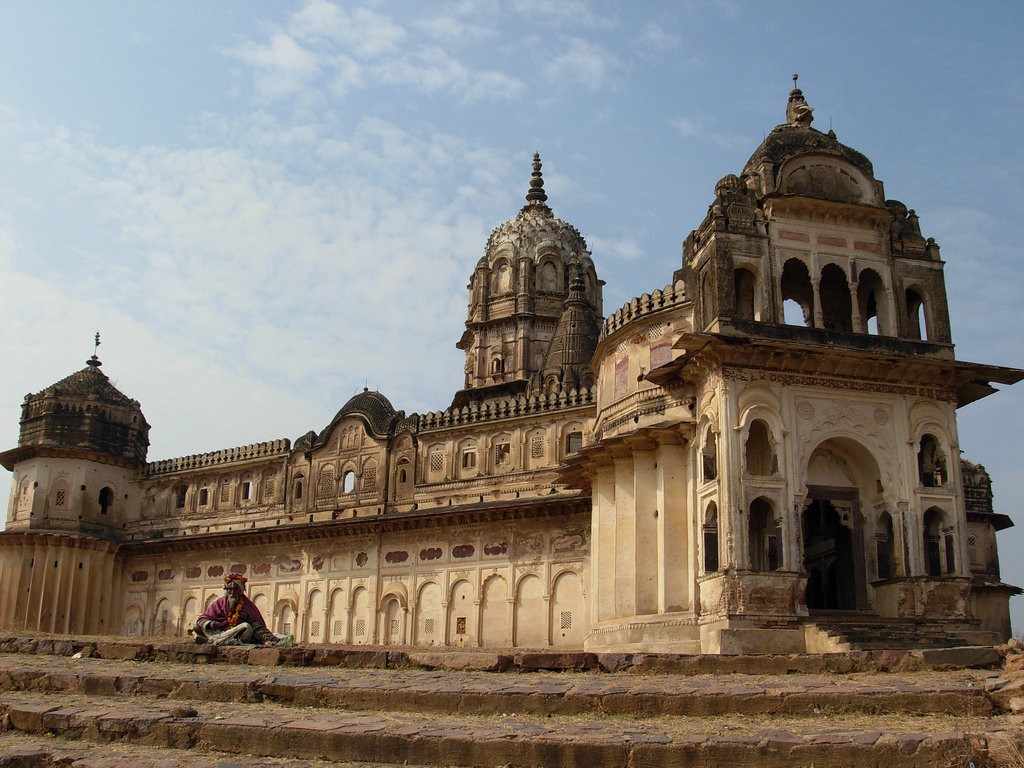
Templo o mandir de Lakshmī en Orchha.

Orchhā (o Urchha, en caracteres devánagari del idioma hindí: ओरछा) es una ciudad palaciega y fortificada  de la India en el distrito Tikamgarh del pradesh (o estado) Madhya. Se encuentra en la región central de la India llamada Bundelkhand, a 15 kilómetros de Jhansi y en una planicie hoy semiárida a orillas del río Betwā afluente del Yamunā que atraviesa la meseta de Orchhāy. Orchha fue la capital de un célebre principado.

## Demografía
Según el censo de 2001 Orchha poseía entonces una población de 8.499 personas, 53% eran varones, 47% eran mujeres. La tasa promedio de alfabetización según tal censo sería de 54% inferior a la media nacional del 59,5%: la alfabetización de los varones sería de 64%, y la alfabetización de las mujeres del 42%, 18% de la población contaba en el 2001 con menos de 6 años de edad.

## Lugares de interés turístico

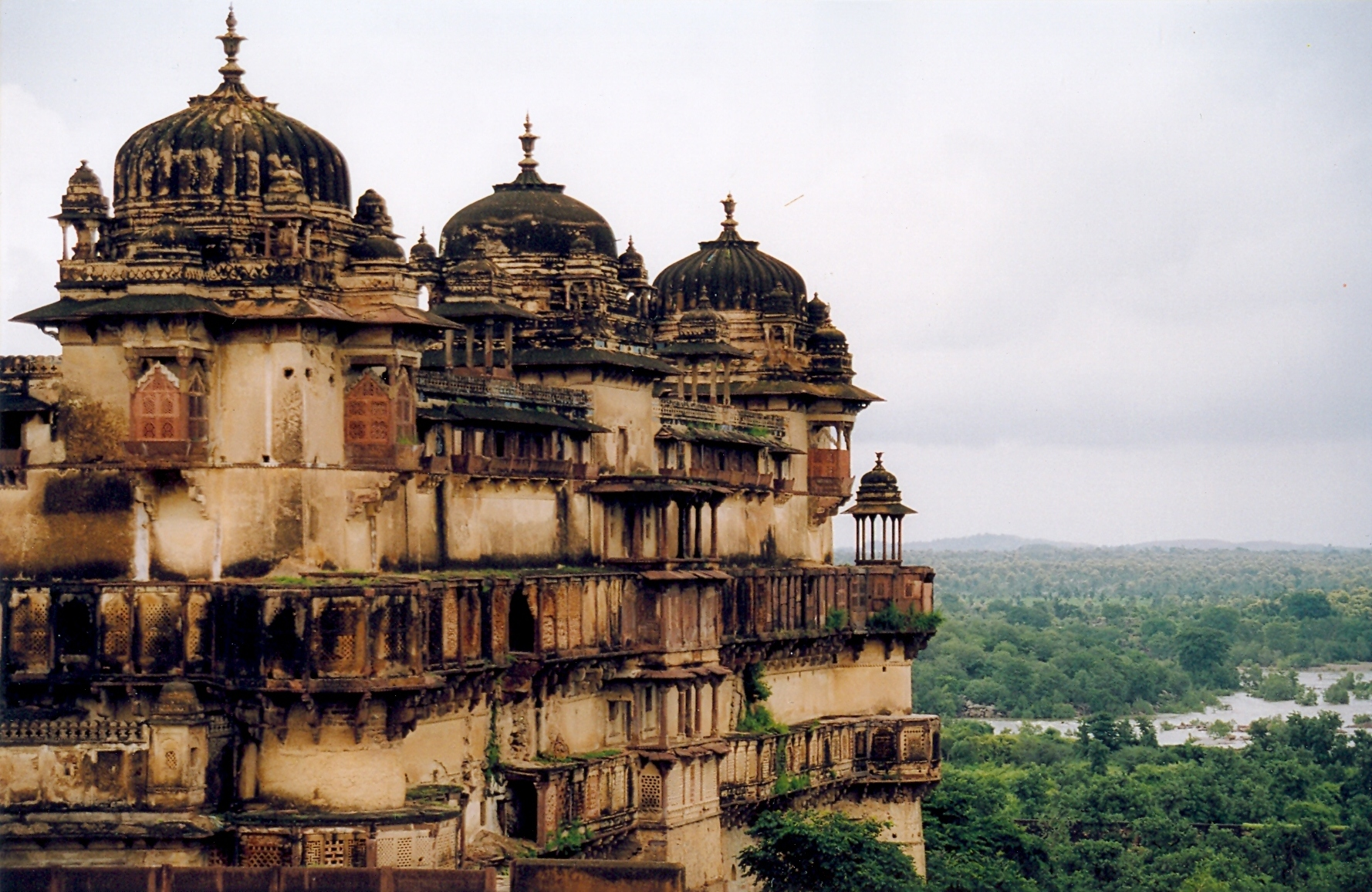
Palacio Real de Orchha.

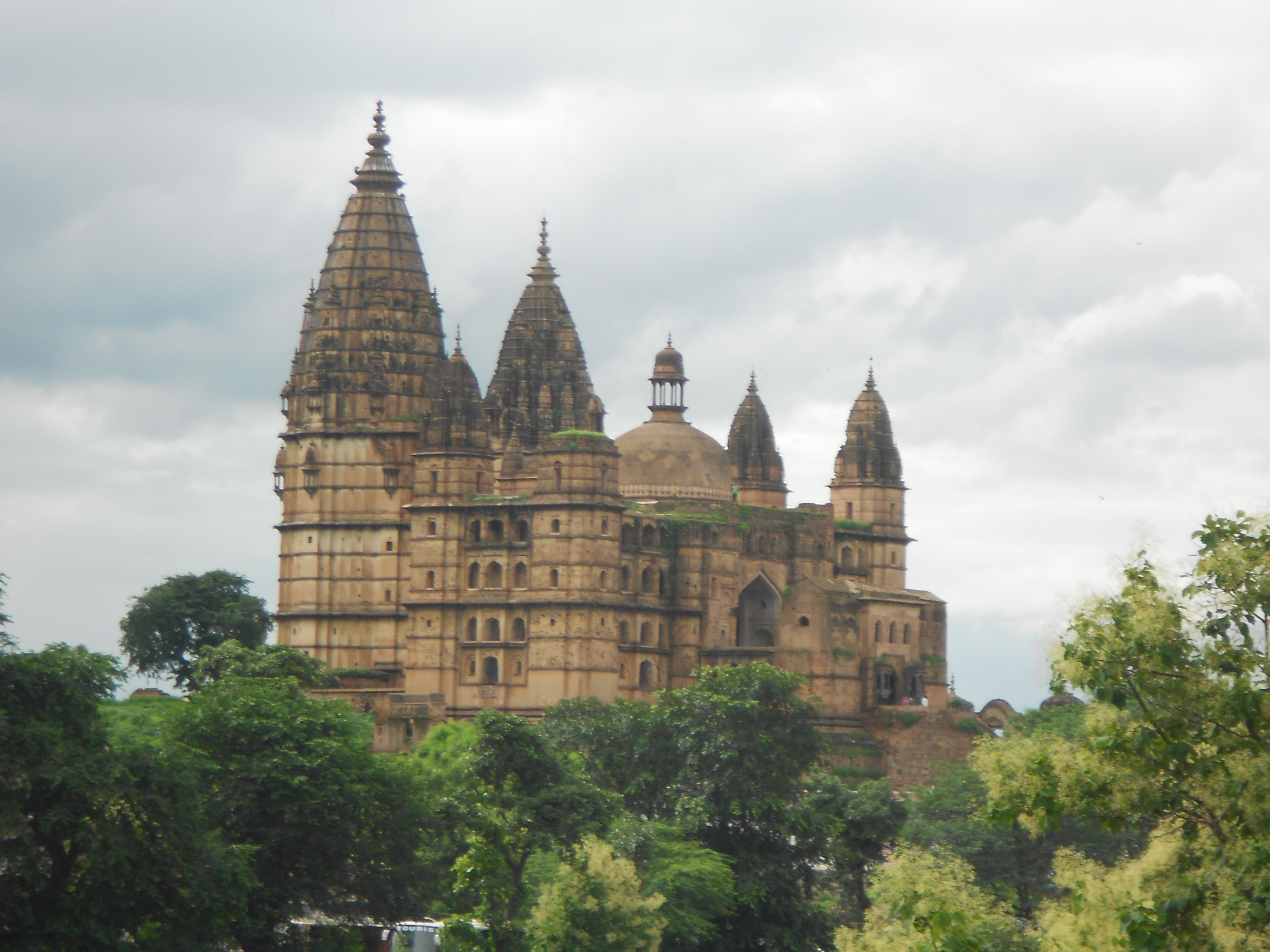
El templo de Chaturbhuj

La localidad es famosa por su enorme palacio fortaleza ubicado en una isla temporal que se encuentra en el río Betwa. La isla ha sido rodeada de una muralla almenadada, el palacio-fortaleza consta de varios edificios construidos en diferentes épocas, de tal conjunto edilicio los más notables son el Rajmandir (Templo Real) y la Jahangir Mahal.
El Rajmandir está construido sobre una base cuadrada y tiene un exterior casi totalmente liso, relevado por la proyección de las ventanas y una delicada línea de cúpulas a lo largo de la cumbre. El Jahangir Mahal está construido sobre una base rectangular y en él se destacan, en cada esquina, sendas torres circulares rematadas por una cúpula cada una, mientras que en la parte central dos líneas de gráciles balcones señalan la división de los pisos. El techo del conjunto está coronado por ocho grandes cúpulas bulbiformes, con pequeñas cúpulas entre ellas, las cúpulas están conectadas por balaustradas ornamentales.
Numerosos cenotafios o chhatrīs están emplazados en las inmediaciones de la fortaleza y del río Betwa. En otros lugares de la ciudad hay una inusual variedad de templos y tumbas, incluido el templo de Chaturbhuj, construido sobre una gran plataforma de piedra. Gran parte de este valioso conjunto arquitectónico se encuentra en ruinas.

## Historia
Orchha fue fundada en el año 1501, por el príncipe de la dinastía Bundelā, Rudra Pratap Singh, quien se convirtió en el primer rajá (rey o príncipe) de Orchha, (regnat 1501 a 1531) a este primer rajá le correspondió también el inicio de la construcción del Fuerte de Orchha. Singh murió en un intento de salvar a una vaca (animal sagrado del hinduismo) de un león. El Templo fue construido en la época de Akbar, por la rāṇī (reina) de Orchha, mientras que el Raj Mandir o Templo Real fue construido por Madhukar Shah durante su reinado esto es: desde 1554 hasta 1591. Gran parte de los suntuoso palacios, albercas y jardines de la entonces próspera ciudad fue realizada con un objetivo principalmente diplomático: los raja hinduistas de Orccha solían invitar a los poderosos emperadores mogoles musulmanes a estos ambientes en donde abundaban los placeres sensuales, de este modo el pequeño aunque rico estado de Orchha mantenía la amistad con sus poderosos rivales. A fin de contentar los gustos de los magnates mogoles musulmanes se produjo en Orchha una muy lograda síntesis de estilos artísticos: la del islámico-mogol con la del arte tradicional hindú, resaltándose el tema de la lujuria. Para tal objetivo, la arquitectura, a más de reunir elementos del arte islámico y mogol con los del arte hinduista, estuvo profusamente exornada con taraceas y musivaria de piedras semipreciosas (por ejemplo estrellas o, en realidad, símbolos del sagrado padma -loto- en lapizlázuli) y relieves en la sillería interior. El conjunto palaciego fue muy inteligentemente climatizado (manteniendo una temperatura ambiente casi constantemente agradable) merced a la sabia disposición de grandes albercas sobre las cuales soplaban las refrescantes brisas y vientos hacia el núcleo edilicio. Por este motivo las construcciones de Orccha guardan evidentemente semejanzas con las de la Alhambra de la distante Granada en el sur de España.
Durante el dominio del emperador mogol, Jahangir, su aliado, Bir Singh Deo reinó en Orchha (r. 1605-1627), y fue durante este período Orchha que llegó a su apogeo; muchos de los palacios existentes son un recordatorio de su esplendor arquitectónico, incluyendo el Jahangir Mahal (iniciado ca 1605) y el Sawan Bhadon Mahal.

A inicios del siglo XVII, el rajá Jujhar Singh se rebeló contra el emperador mogol Shah Jahan, quién devastó y ocupó al principado de Orchha entre los años 1635 y 1641. Orchha y Datia fueron los únicos estados subyugados por los Marathas en el siglo XVIII. La ciudad de Tehri (en la actualidad Tikamgarh), alrededor de 60 kilómetros al sur de Orchha, se convirtió en la capital del estado Orchha en 1783, forma por eso actualmente parte del distrito de la ciudad de Orchha (Tehri fue el sitio de la fortaleza de Tikamgarh, y finalmente esta ciudad tomó el nombre del fuerte).

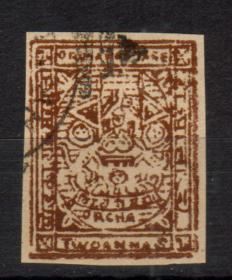
Estampilla o timbre postal de Orchha, año aprox.: 1914.

Ya durante la ocupación británica de la India se destacó el gobierno de Hamir Singh (desde 1848 a 1874) este pasó a tener la categoría de maharajá (gran rey) en 1865. En 1874 le sucedió en el trono Maharaja Pratap Singh (nacido en 1854, fallecido en 1930), Pratap Singh se dedicó enteramente al desarrollo de su estado, se le atribuye a él mismo el diseñó de la mayoría de la ingeniería y las obras de riego que fueron ejecutadas durante su reinado.
En 1901, el Estado tenía una superficie de 5387 km² km², y una población de 52.634. Orchha es el estado más antiguo de más alto rango entre los Bundela; su maharajaes llevaban el título hereditario de Primer Príncipe del Bundelkhand. En tiempos de Vir Singh, sucesor de Pratap Singh,el principado de Orchha se fusionó con la Unión de la India (1 de enero de 1950). El distrito se convirtió en parte del estado de Vindhya Pradesh que luego, en 1956, se integró en el estado de Madhya Pradesh. Orchha actualmente es casi una insignificante localidad con una pequeña población, y su importancia se mantiene solo por su rico patrimonio histórico arquitectónico y el consiguiente turismo.

## Monumentos más destacables

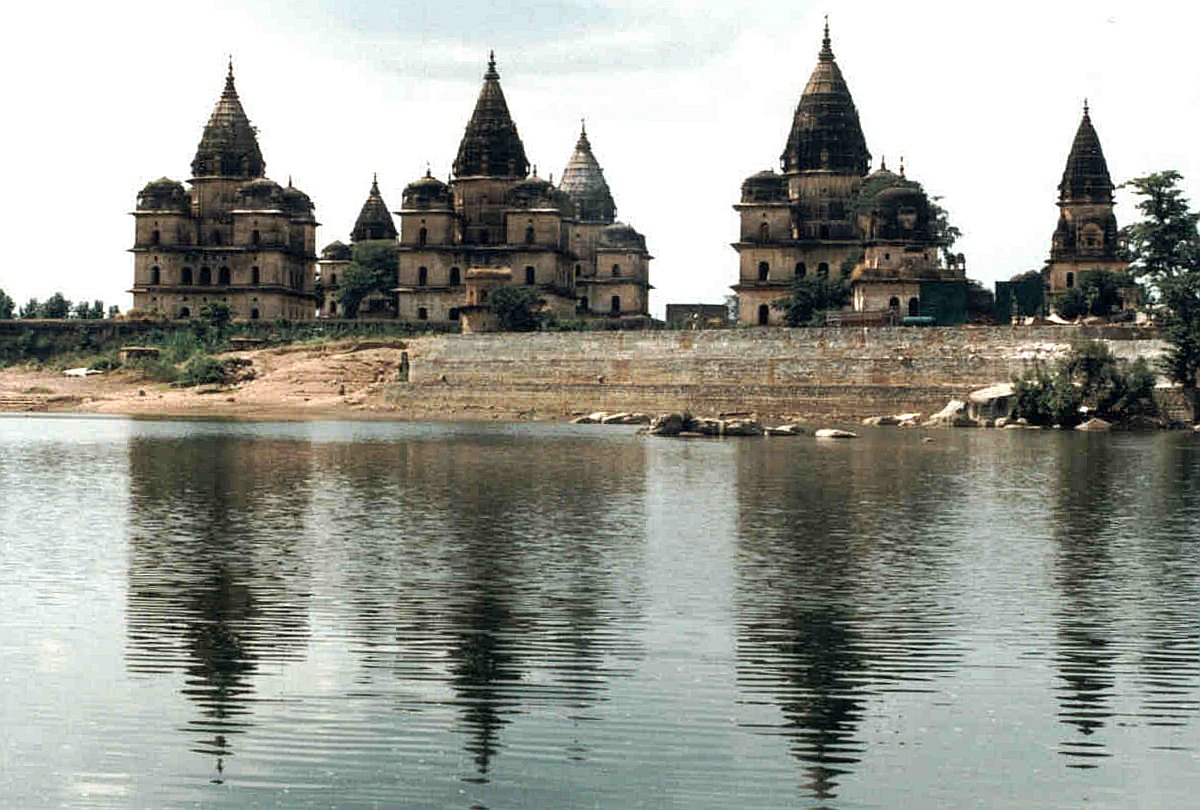
Chhatrīs sobre la orilla del río Betwā.

- El Jahangir Mahal (palacio de Jahangir), un palacio hecho construir por Bir Singh Deo en honor del emperador mogol de la India Jahangir, quien había vencido y visitado Orchhā en 1606; fue utilizado plenamente sólo en esa ocasión.
- El Raj Mahal (palacio Real) construido por el tercer rajá Madhukar Shâh (1554 - 1578), quien fue derrotadp par Akbar y exilado hasta su deceso en 1592.
- El Rai Praveen Mahal
- El templo (mandir) Laxminarayan (o de la deví Lakshmī), mixtura atípica de arquitectura militar y religiosa.
- El templo de Chaturbhuj un ejemplo del arte hinduista "tardío" en el cual se destaca un edificio que reúne características de los campaniformes y piramiformes Sikharam y Vivanām.
- Los 14 chhatrīs, cenotafios, construidos por los rajās de Orchhä a lo largo de los Kanchana Ghäts en las orillas del río Betwä.

## Monarcas del estado de Orchha

### Râjas antes de los Bundelā
- 1048-1071: Pancham Singh
- 1071-1087: Virbhadra Singh
- 1087-1112: Karanpal Singh
- 1112-1130: Kinnar Shah
- 1130-1152: Shaukan Dev
- 1152-1159: Nanak Dev
- 1159-1197: Mohanpal Singh
- 1197-1215: Abhaybhupati Singh
- 1215-1231: Arjunpal Singh
- 1231-1251: Virpal Singh
- 1251-1259: Sohanpal Singh
- 1259-1283: Sahjendra Singh
- 1283-1307: Nanak Dev Ii
- 1307-1339: Prithviraj Singh
- 1339-1375: Ram Singh
- 1375-1384: Ramchandra Singh
- 1384-1437: Mednepal Singh
- 1437-1468: Arjun Dev
- 1468-1501: Malkhan Singh

### Râjas Bundelā
- 1501-1531: Rudra Pratap

- 1531-1554: Bharti Chand
- 1554-1592: Madhukar Shah
- 1592-1604: Ram Shah
- 1604-1627: Bir Singh Deo
- 1627-1635: Jhujhar Singh
- 1635-1641: Devi Singh
- 1641-1653: Pahar Singh
- 1653-1672: Sujan Singh I
- 1672-1675: Indramani Singh
- 1675-1684: Jashwant Singh
- 1684-1689: Bhagwat Singh
- 1689-1735: Udwat Singh
- 1735-1752: Prithvi Singh
- 1752-1765: Sanwant Singh
- 1765-1768: Hati Singh
- 1768-1775: Man Singh
- 1775-1776: Bharti Singh
- 1776-1817: Vikramajit (1.er reinado)
- 1817-1834: Dharam Pal
- 1834: Vikramajit (2° reinado)
- 1834-1841: Tej Singh
- 1841-1854: Sajjan Singh II
- 1854-1865: Hamir Singh

### Mahārājas

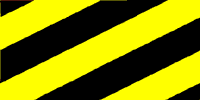
Bandera del maharajato de Orchha.

- 1865-1874: Hamir Singh
- 1874-1930: Pratap Singh
- 1930-1947: Vir Singh